# Blake Austin

a Compétitions nationales et continentales officielles uniquement.

b Matchs officiels uniquement.
Blake Austin, né le 1er février 1991 à Parramatta (Australie), est un joueur australien de rugby à XIII évoluant au poste de demi d'ouverture, de demi de mêlée ou de centre dans les années 2000 et 2010. Il fait ses débuts professionnels en National Rugby League avec les Panthers de Penrith en 2011. Il signe ensuite aux Wests Tigers puis aux Raiders de Canberra. En 2019, il part en Angleterre et signe pour Warrington en Super League. Parallèlement, il a évolué sous les couleurs de la sélection du Portugal bien qu'il ne possède aucune origine portugaise.

## Biographie

### Enfance
Blake Austin est né à Parramatta en Nouvelle-Galles du Sud. Il a des origines anglaises par sa grand-mère. Il découvre le rugby à XIII au sein des Roos de Donside et pratique en parallèle le baseball. Il est très vite repéré pour son talent en rugby à XIII et est sélectionné en équipe d'Australie scolaire.

### Débuts en NRL à Penrith
Blake Austin débute en National Rugby League avec les Panthers de Penrith en 2011 lors de la 25e journée de NRL contre les Raiders de Canberra et inscrit son premier essai lors de la rencontre suivante contre Dragons de St. George Illawarra. Il signe alors pour deux nouvelles saisons pour Penrith. Il dispute treize rencontres en 2012 inscrivant un essai et huit buts, mais ne dispute qu'une seule rencontre en 2013 avant de se blesser au pied.

### Une saison aux Wests Tigers en 2013
Il signe en août 2013 pour les Wests Tigers pour deux saisons à partir de 2014. Son futur entraîneur, Mick Potter, le décrit comme un « joueur plein de potentiel, pouvant jouer au poste de centre, de demi de mêlée ou de demi d'ouverture, ainsi qu'un excellent botteur. ». Il fait ses débuts aux Wests Tigers lors de la 6e journée de NRL de 2014 à la suite d'une suspension de Braith Anasta. Régulièrement sur la feuille de match en tant que remplaçant, il gagne définitivement sa place de titulaire en fin de saison à la suite de la blessure d'Anasta qui met un terme à sa carrière à la suite de celle-ci. Austin marque sept essais et trois buts en dix-neuf rencontres.

### Passage à Canberra
Les Wests Tigers décident de le libérer de son contrat en octobre 2014 pour qu'Austin signe un contrat de trois ans avec les Raiders de Canberra à compter de 2015. Il y est d'entrée titulaire au poste de demi d'ouverture dans une charnière avec Mitch Cornish ou Sam Williams. Austin réussit une saison pleine marquant quatorze essais dont un triplé contre Newcastle lors de la 18e journée. Ses grandes performances le voit nommer meilleur demi d'ouverture de la National Rugby League en 2015. Il connaît également une sélection pour le City vs Country Origin. Lors de la saison 2016, il prend part à la saison très réussie de Canberra qui finit second de la NRL, son meilleur classement en NRL depuis sa création. Il est alors associé à Aidan Sezer à la charnière. Toutefois le parcours de Canberra est stoppé en finale préliminaire contre Melbourne 12-14. La saison 2017 voit Austin toujours titulaire à la charnière avec Sezer mais le club ne parvient pas à rééditer ses performances de l'année précédente avec une 10e place. La saison 2018 débute par quatre défaite d'entrée, l'entraîneur Ricky Stuart sanctionne Austin qu'il rétrograde en équipe réserve, mais Austin à reconquérir sa place pour le reste de la saison. En juin 2018, Austin refuse une prolongation de son contrat à Canberra et signe pour le club anglais des Wolves de Warrington un contrat de trois ans.

### Départ à Warrington
A Warrington en Super League, Austin est associé à Declan Patton à la charnière. Warrington fait un excellent début de saison où Blake est désigné meilleur joueur du mois d'avril de Super League. Warrington est alors en tête du championnat. Parallèlement, le club réussit un parcours parfait en Challenge Cup  puisqu'après avoir éliminé Wigan, Hull KR et Hull FC, il s'impose en finale 18-4 contre St Helens. C'est le premier titre du club depuis 2012. Austin toutefois, ne prend pas part à la finale à la suite d'une blessure à la cheville en championnat contre les Dragons Catalans. Il manque trois rencontres que Warrington perd en championnat pour une 4e place finale. Warrington est éliminé dès le premier tour de la phase finale par Castleford 12-14. Austin est nommé dans l'équipe de rêve de la Super League en fin de saison au poste de demi d'ouverture et termine troisième du Man of Steel Award derrière Jackson Hastings et Liam Watts.

## Palmarès
- Collectif :
  - Vainqueur de la Coupe d'Angleterre : 2019[1] (Warrington).
  - Finaliste de la Super League : 2022 (Leeds).

- Individuel :
  - Élu meilleur demi d'ouverture de la National Rugby League : 2015 (Canberra).
  - Nommé dans l'équipe de la Super League : 2019 (Warrington).

### Détails en sélection
| 1. | 9 novembre 2019  | Nouvelle-Zélande     | 8-23  | Amical | Ailier | 0 | 0 | - | - |
| 2. | 16 novembre 2019 | Papouas.-Nlle-Guinée | 10-28 | Amical | Ailier | 4 | 1 | - | - |

## En club

### Statistiques
| Saison | Club              | Compétition           | Matchs | Points | Essais | Goals | Drops |
| ------ | ----------------- | --------------------- | ------ | ------ | ------ | ----- | ----- |
| 2011   | Penrith Panthers  | National Rugby League | 2      | 4      | 1      | 0     | 0     |
| 2012   | Penrith Panthers  | National Rugby League | 12     | 20     | 1      | 8     | 0     |
| 2013   | Penrith Panthers  | National Rugby League | 1      | 0      | 0      | 0     | 0     |
| 2014   | Wests Tigers      | National Rugby League | 19     | 34     | 7      | 3     | 0     |
| 2015   | Canberra Raiders  | National Rugby League | 23     | 56     | 14     | 0     | 0     |
| 2016   | Canberra Raiders  | National Rugby League | 19     | 33     | 8      | 0     | 1     |
| 2017   | Canberra Raiders  | National Rugby League | 24     | 28     | 7      | 0     | 0     |
| 2018   | Canberra Raiders  | National Rugby League | 22     | 20     | 5      | 0     | 0     |
| 2019   | Warrington Wolves | Super League          | 27     | 73     | 18     | 0     | 1     |
| 2019   | Warrington Wolves | Challenge Cup         | 3      | 4      | 1      | 0     | 0     |